# Sangbad Lahari
Sangbad Lahari is een Bengaals dagblad, dat uitgegeven wordt in de Indiase deelstaat Assam. Het werd in juni 2009 voor het eerst uitgegeven in Guwahati. In juli 2011 verscheen voor het eerst een editie in Shillong. De krant is eigendom van de Shillong Times Pvt. Ltd., de onderneming die ook The Shillong Times en Salantini Janera uitgeeft.